# Clarisse Bader
Clarisse Bader est une journaliste, historienne et femme de lettres française née le 28 décembre 1840 à Strasbourg et morte le 14 février 1902 dans le 7e arrondissement de Paris.
À l’âge de 20 ans, elle se lance dans une importante œuvre historique sur les femmes pour laquelle elle recherche un financement public. Ainsi, en deux décennies de travail, elle publie cinq livres, dont quatre sur l’histoire des femmes dans l’Antiquité. Un dernier ouvrage, publié en 1883, intitulé La femme française dans les temps modernes achève son projet. Elle publie, après son histoire des femmes, plusieurs autres travaux de moins grande ampleur, notamment sur des figures masculines.
Elle maîtrise plusieurs langues, anciennes et contemporaines, et travaille essentiellement à partir de sources littéraires.

## Biographie

### Enfance et éducation
Clarisse Bader naît le 28 décembre 1840 à Strasbourg. Son père est un officier alsacien, doyen des officiers principaux de l’Intendance militaire. Elle est membre de la haute ou moyenne bourgeoisie dont la vie est représentative de la condition féminine au XIXe siècle.
De tendance monarchiste, patriote, de formation catholique dans la tradition du catholicisme social, elle a reçoit une éducation très forte et soignée : elle parle anglais, allemand et italien et est capable de traduire le latin et le grec, compétences rares à cette époque.

### Carrière
Indianiste et membre de la Société asiatique, studieuse, écrivaine, historienne, enseignante et dame patronnesse de la Société antiesclavagiste de France, elle travaille comme collaboratrice de la Revue des deux Mondes, du Journal des Débats, de La Défense et du Correspondant.
Elle entretient une brève correspondance avec la femme de lettres indienne Toru Dutt qui lui propose de traduire son ouvrage La femme dans l’Inde antique en anglais.

## Œuvre
Clarisse Bader consacre toute sa vie à la recherche sur la condition féminine et à la rédaction d’une encyclopédie de travaux portant sur le rôle et la condition des femmes dans plusieurs pays et époques. Elle écrit un grand nombre de biographies de personnes importantes de son temps.
Son œuvre historique sur la condition féminine se compose de cinq essais : La femme dans l’Inde antique (œuvre couronnée par l’Académie française), La femme biblique, La femme grecque (œuvre couronnée par l’Académie française), La femme romaine, La femme française dans les temps modernes (œuvre couronnée par l’Académie française). 
La femme française conclut son encyclopédie sur les femmes, c'est le seul ouvrage qu’elle consacre à la modernité. L'écriture de cette dernière œuvre est encouragée par l'Académie française qui attribue à Clarisse Bader, sous la forme d’une bourse d’étude, une partie de 2 000 francs sur 5 000 du prix Botta, institué par décret présidentiel en 1875, attribué seulement à partir de 1883 et décerné de cette date tous les cinq ans jusqu’en 1985 à l’auteur ou l'autrice du meilleur ouvrage sur la condition des femmes publié en français dans les cinq ans précédant le prix. Bader est la première autrice à recevoir ce prix.

## Position sur le féminisme
Bader peut être considérée comme féministe pour certains aspects spécifiques de sa vie et par rapport aux sujets de ses études. Dans ses écrits et par ses articles, elle plaide pour que les femmes obtiennent certaines améliorations de leurs droits.
À la fin du XIXe siècle, alors que l'ensemble des féministes s'inscrivent contre l’idée de différence des sexes, Clarisse Bader fait exception, et défend l’idée de différence dans son ouvrage La femme française dans les temps modernes. 
La pensée de l’écrivaine s'inscrit dans le féminisme moraliste. Celui-ci appartient à l'un des deux grands courants du mouvement féministe du XIXe siècle, celui de la droite catholique française, dit dualiste. Ce courant, plus discret mais certainement plus représentatif de « la majorité silencieuse » de l’époque, se base sur la préservation des traditions du passé en partant du principe que les deux natures féminines et masculines sont différentes. Ce courant féministe de droite s'oppose à un autre grand courant, dit égalitaire, de gauche. Ce dernier part d'un postulat d’égalité naturelle des femmes et des hommes et voit en le législateur un moteur du progrès susceptible d'ôter la femme de l'influence de l’Église, et de son éducation religieuse, en lui permettant, à travers la loi, de s’instruire d’une façon laïque et de devenir ainsi une libre penseuse.
Les essais historiques de Clarisse Bader sont une forme d’action morale, sociale et chrétienne.
Dans La femme française, Bader dit qu’elle n’est pas d’accord avec l’émancipation politique de la femme promue par les femmes de la Révolution française et par d'autres groupes pendant plusieurs moments historiques successifs jusqu’aux mouvements d’émancipation de l’époque contemporaine. Selon Bader, ce n’est pas la femme qui prétend à l’émancipation politique, « il lui suffit de maintenir à son foyer les traditions de justice, de désintéressement, d’honneur et de patriotisme qui font sacrifier l’intérêt personnel à la voix de la conscience ».

## Publications
- La femme dans l’Inde antique, 1864
- La femme biblique, sa vie morale et sociale, sa participation au développement de l’idée religieuse
- La femme grecque, 1872
- La femme romaine, 1877
- La femme française dans les temps modernes, 1883